# Tigrioides sabulosalis
Tigrioides sabulosalis là một loài bướm đêm thuộc phân họ Arctiinae, họ Erebidae.